# Gastroblastea ovale
Gastroblastea ovale är en nässeldjursart som först beskrevs av Mayer 1900.  Gastroblastea ovale ingår i släktet Gastroblastea och familjen Campanulariidae. Inga underarter finns listade i Catalogue of Life.